# Sex and Sport? Never!
Sex and Sport? Never! je osmé studiové album české skupiny Monkey Business. Vydáno bylo 22. května roku 2015 společností Warner Music Czech Republic a jeho producentem byl vůdce skupiny Roman Holý. Kromě členů kapely se na albu podílelo několik hostů, včetně Američana Mika Sterna, Maďara Gábora Pressera nebo Marty Kubišové a Wabiho Daňka. K písni „Sex and Sport? Never!“ byl natočen videoklip, v němž vedle Kubišové, která v písni zpívá, vystupují také například Eva Leimbergerová či Gabriela Soukalová.

## Seznam skladeb
1. Sex and Sport? Never! – 3:16
2. Guru in Subaru – 3:34
3. Pick That Bone – 3:25
4. Unhappy Hippie – 2:46
5. Beat Crusher – 4:07
6. Be a Man – 3:43
7. Blue Light Baggie Bingo – 4:10
8. Mr. Egg – 4:03
9. Jolana the Exciter – 4:30
10. The Golden Age Is Gone – 3:50
11. Autism of Internal Jokes – 4:05

## Obsazení
Monkey Business
- Matěj Ruppert – zpěv
- Tonya Graves – zpěv
- Roman Holý – zpěv, klávesy, syntezátory, kytara, baskytara, beaty
- Ondřej Brousek – zpěv, elektrické piano
- Pavel Mrázek – baskytara
- Martin Houdek – bicí
- Oldřich Krejčoves – kytara

Hosté
- Tereza Černochová – zpěv
- Wabi Daněk – zpěv
- Marta Kubišová – zpěv
- Gábor Presser – zpěv, Hammondovy varhany
- Mucha – zpěv
- Karel Růžička mladší – saxofon
- Mike Stern – kytara